# Эно-Пельтри, Робер
Робер Альбер Шарль Эно-Пельтри (фр. Robert Albert Charles Esnault-Pelterie; 8 ноября 1881 — 6 декабря 1957) — французский учёный и инженер в области космонавтики и ракетостроения, считается одним из основоположников современной ракетной техники, наряду с русским учёным К. Э. Циолковским, немцем Германом Обертом и американцем Робертом Годдардом.

## Биография
Родился 8 ноября 1881 года в Париже в семье текстильного фабриканта. У него очень рано проявилось влечение к технике. Для купленных ему игрушек он мастерил разные хитроумные устройства, а в 17 лет оборудовал домашнюю физико-химическую лабораторию приборами собственного изготовления и увлекся идеей беспроволочного телеграфа.

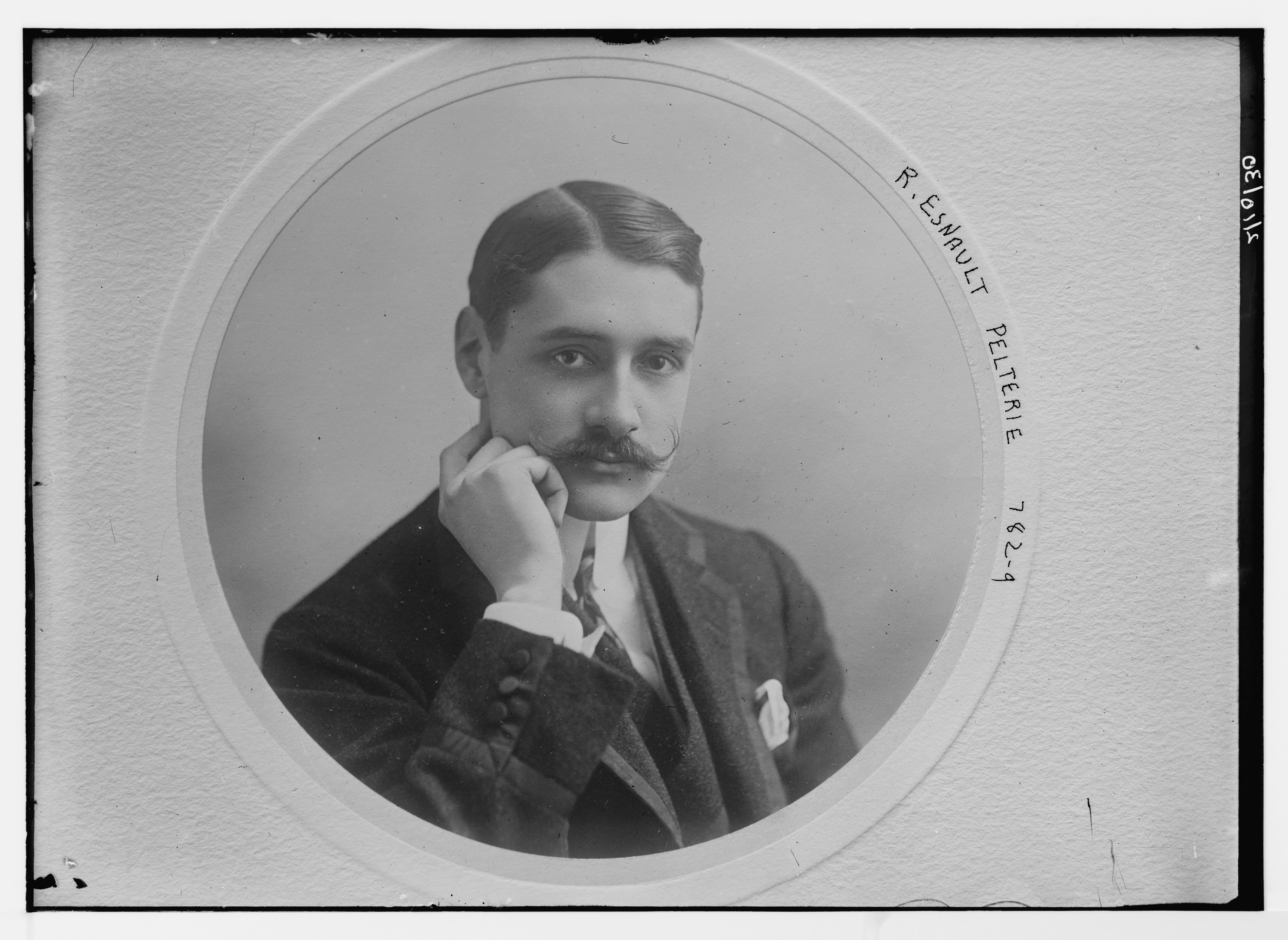
Робер Эно-Пельтри

Окончив в 1898 году лицей Жансон-де-Сайи и продолжив учёбу в Сорбонне, Робер в 1902 году получил учёную степень по специальности: общая биология, общая физика, общая химия. Начало его инженерной деятельности — 1901 год — совпало с переломным периодом в развитии воздухоплавания, когда всё более очевидной становилась возможность полета аппарата тяжелее воздуха — динамического воздухоплавания. Молодой весьма состоятельный и талантливый инженер не мог остаться в стороне от проблемы воздухоплавания. Своими работами в этой области — монопланами РЭП разных типов и легкими двигателями РЭП — Эно-Пельтри занял почётное место в истории авиации рядом с братьями Райт, Фербером, Сантос-Дюмоном, Блерио и всеми, кто завершил разработку конструкции аппарата тяжелее воздуха, начатую ещё в XIX веке Можайским, Адером, Лэнгли, Максимом, Отто Лилиенталем, Пильчером и Шанютом.
Робер Эно-Пельтри участвовал в Первой мировой войне и был произведен в офицеры ордена Почетного легиона. В ноябре 1928 года, на борту лайнера «Иль де Франс», направляясь в Нью-Йорк, он женился на Кармен Бернальдо де Кирос, дочери Дона Антонио и Ивонны Кабаррус, и внучке генерала Маркиза Сантьяго, гранда Испании, главы военного двора королевы Изабеллы II. В 1936 году Эсно-Пельтри был избран членом Французской академии наук.
Умер Робер Эно-Пельтри 6 декабря 1957 года в Ницце.

## Наследие
Среди его интересов были верховая езда, игра в гольф, кемпинг и вождение автомобилей. За свою жизнь Робер подал около 120 патентов в самых разных областях — от металлургии до систем подрессоривания. Он был изобретателем ручки управления самолётом и нового типа топливного насоса. Эно-Пельтри также разработал идею маневрирования ракеты с помощью векторной тяги.

## Труды Эно-Пельтри
- L’Astronautique, Paris, A. Lahure, 1930.
- L’Astronautique-Complément, Paris, Société des Ingénieurs Civils de France, 1935.